# Csíkszentlélek község
Csíkszentlélek község (románul: Comuna Leliceni) község Hargita megyében, Romániában. Központja Csíkszentlélek, beosztott falvai Csíkmindszent, Fitód, Hosszúaszó.

## Népessége
A 2011-es népszámlálás adatai alapján a község népessége 2010 fő volt.

## Története
2004-ben vált ki Csíkszentkirály községből és szervezték önálló községgé.